# Aristide Pascal
Aristide Pascal (1827-1900) fue un político y profesor rumano.

## Biografía
Nacido en 1827 en Bucarest, realizó sus primeros estudios en su país natal y los finalizó en París, de donde regresó doctorado en Derecho. Nombrado profesor de derecho civil en la Facultad de la Universidad de Bucarest, impartió sus cursos hasta 1894; a partir de ese momento siguió siendo profesor honorario y en 1896 fue nombrado decano. De 1867 a 1869, editó el periódico Țara junto con Nicolae Blaremberg y Petre P. Carp. Formó parte de todos los órganos legislativos desde la Unión de los Principados hasta finales del siglo XIX como diputado y senador. Falleció en 1900.